# Vučilovac
Vučilovac är en ort i Bosnien och Hercegovina.   Den ligger i distriktet Brčko, i den nordöstra delen av landet, 130 km norr om huvudstaden Sarajevo. Vučilovac ligger 81 meter över havet och antalet invånare är 700.
Terrängen runt Vučilovac är mycket platt. Närmaste större samhälle är Brčko, 8,0 km söder om Vučilovac.
Runt Vučilovac är det i huvudsak tätbebyggt. Runt Vučilovac är det ganska tätbefolkat, med 116 invånare per kvadratkilometer.